# Lafayette County (Florida)
Lafayette County is een county in de Amerikaanse staat Florida.
De county heeft een landoppervlakte van 1.406 km² en telt 7.022 inwoners (volkstelling 2000). De hoofdplaats is Mayo.

## Bevolkingsontwikkeling

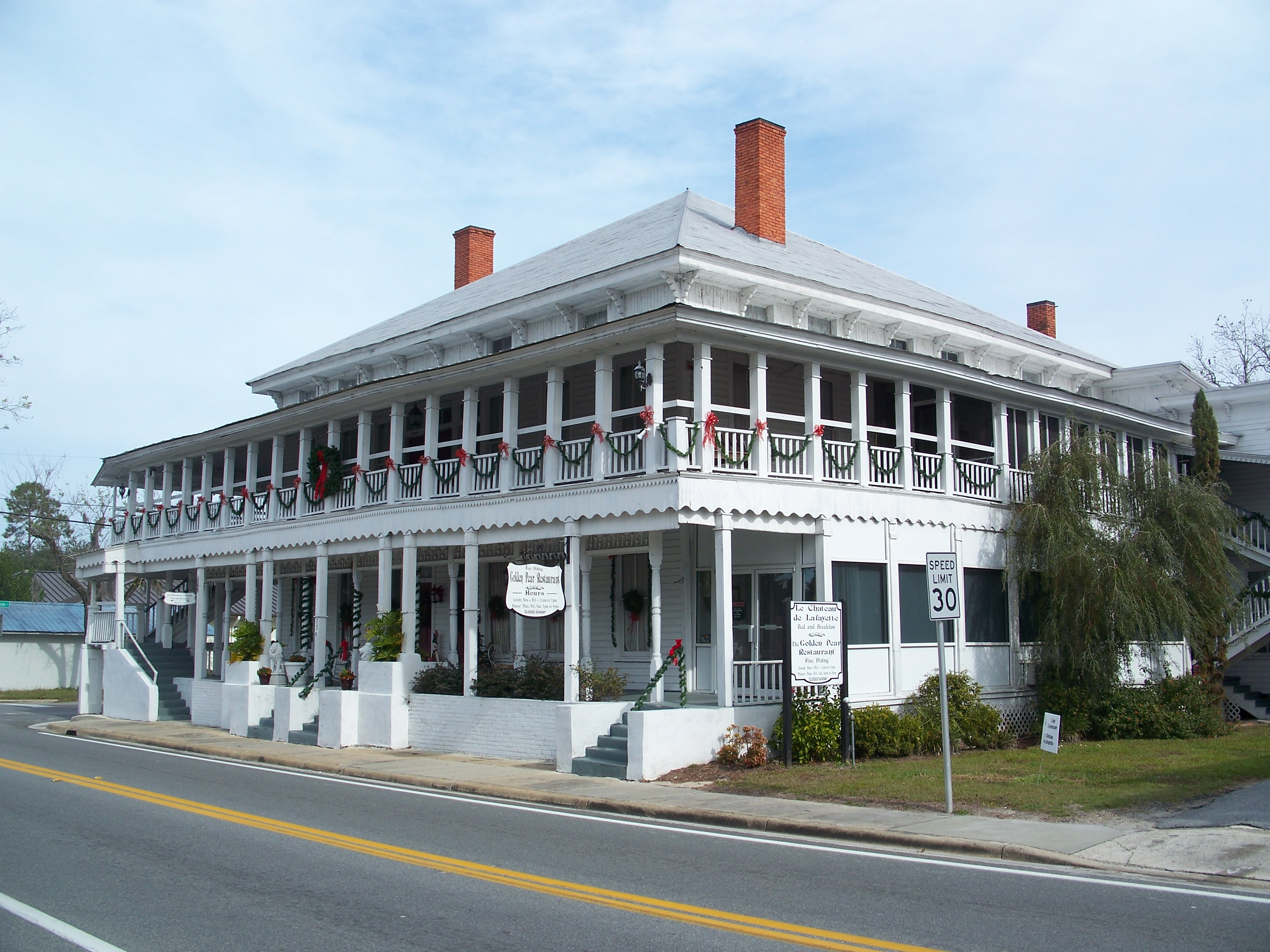
Voormalig courthouse van Lafayette County